# Герит Фаузер
Герит Фаузер (  — Нирнберг, 13. јул 1989) професионални је немачки хокејаш на леду који игра на позицијама централног нападача.
Члан је сениорске репрезентације Немачке за коју је на међународној сцени дебитовао на светском првенству 2016. године. 